# ستيفن دو بيكهام
ستيفن دو بيكهام (بالإنجليزية: Stephen Dow Beckham)‏ هو مؤرخ أمريكي، ولد في 31 أغسطس 1941.